# 弗蘭西斯科卡瓦列羅阿爾瓦雷斯將軍鎮
24°9′S 54°40′W / 24.150°S 54.667°W
弗蘭西斯科卡瓦列羅阿爾瓦雷斯將軍鎮（西班牙語：General Francisco Caballero Álvarez），是巴拉圭的城鎮，位於該國東部，由卡寧德尤省負責管轄，面積1,043平方公里，海拔高度354米，2002年人口8,884，人口密度每平方公里8.52人。